# II. třída okresu Vyškov
 II. třída okresu Vyškov  (okresní přebor II. třídy) tvoří s ostatními skupinami II. třídy osmou nejvyšší fotbalovou soutěž v České republice. Hraje se každý rok od léta do jara se zimní přestávkou. Na konci ročníku nejlepší dva týmy postupují do I. B třídy Jihomoravského kraje (do skupiny A nebo B, zřídka do skupiny C) a dva nejhorší týmy sestoupí do III. třídy okresu Vyškov.

## Vítězové
| Ročník    | Vítězný tým                        |
| --------- | ---------------------------------- |
| 1976/1977 | TJ Drnovice                        |
| 1977–1991 | ...                                |
| 1991/1992 | TJ Hoštice-Heroltice               |
| 1992/1993 | FK Křižanovice                     |
| 1993/1994 | TJ Nesovice                        |
| 1994–1997 | ...                                |
| 1997/1998 | TJ Šaratice                        |
| 1998/1999 | TJ Dražovice                       |
| 1999/2000 | FC Chemis Bučovice                 |
| 2001/2002 | TJ Šaratice                        |
| 2001–2003 | ...                                |
| 2003/2004 | TJ Slovan Ivanovice na Hané        |
| 2004/2005 | TJ Němčany                         |
| 2005/2006 | TJ Brankovice                      |
| 2006/2007 | TJ Sokol Otnice                    |
| 2007/2008 | TJ Framoz Rousínov „B“             |
| 2008/2009 | SK ŽS Křenovice                    |
| 2009/2010 | FKD                                |
| 2010/2011 | TJ Sokol Švábenice                 |
| 2011/2012 | TJ Sokol Otnice                    |
| 2012/2013 | TJ Letonice                        |
| 2013/2014 | MFK Vyškov „B“                     |
| 2014/2015 | FK Pačlavice-Dětkovice             |
| 2015/2016 | TJ Sokol Otnice                    |
| 2016/2017 | TJ Sokol Kobeřice                  |
| 2017/2018 | TJ Sokol Bohdalice (odmítl postup) |
| 2018/2019 | TJ Sokol Bohdalice                 |
| 2019/2020 | SK Slavkov u Brna (neúplný ročník) |
| 2020/2021 | SK Křenovice (neúplný ročník)      |
| 2021/2022 | TJ Sokol Otnice                    |
| 2022/2023 | SK Křenovice (neúplný ročník)      |
| 2023/2024 | TJ Letonice                        |
| 2024/2025 | TJ Lysovice                        |